# Solaris Urbino 9
Solaris Urbino 9 — коммерческий низкопольный автобус средней вместимости производства Solaris Bus & Coach, предназначенный для городских маршрутов. Производился в 2000—2002 годах. Вытеснен с конвейера трёхдверным автобусом автобусом Solaris Urbino 10.

## История

### Neoplan Polska

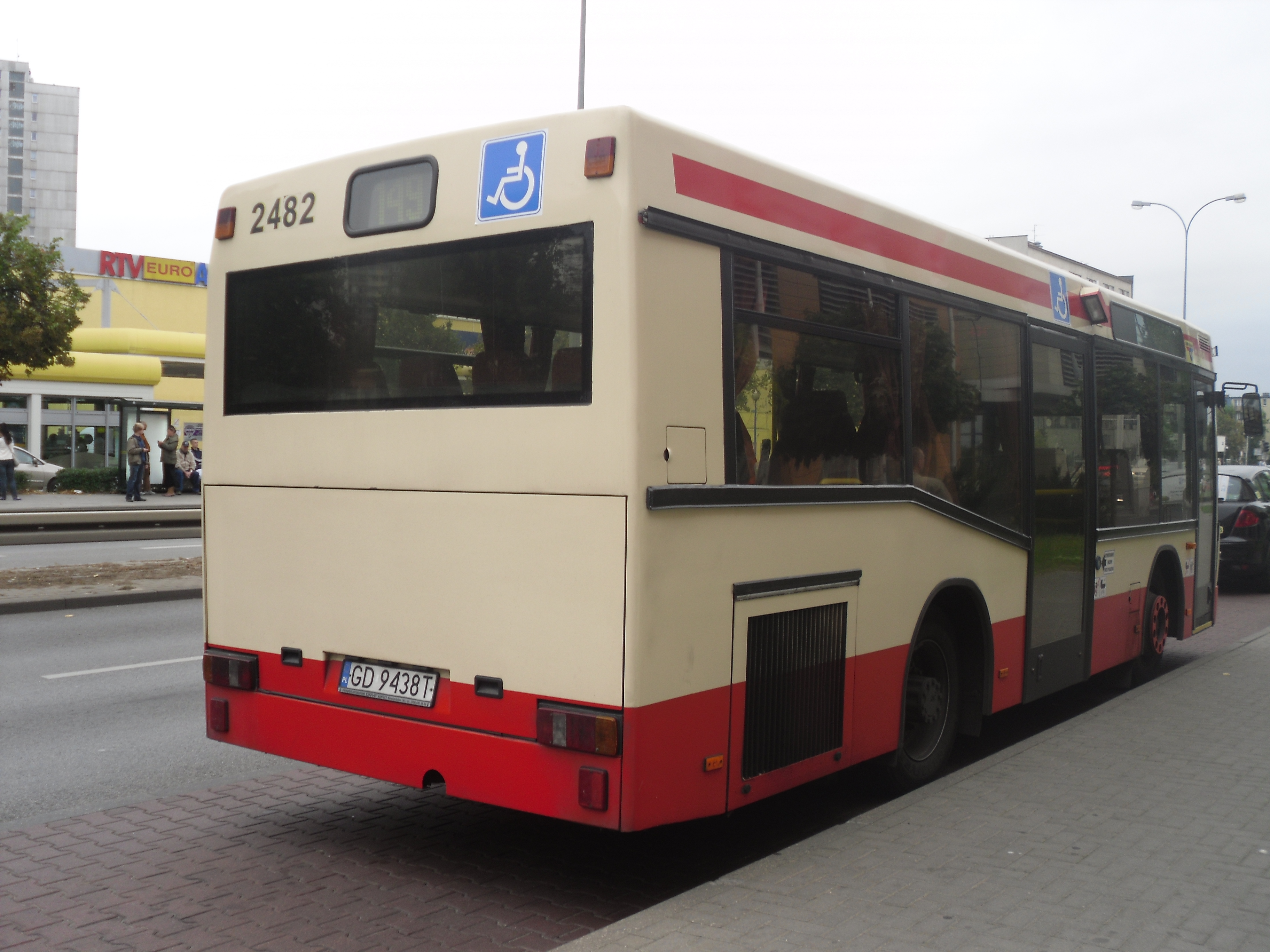
Neoplan N4009

2 августа 1994 года столица Польши Варшава заказала 15-метровые низкопольные автобусы Neoplan N4020. 5 октября 1995 года, через день после подписания контракта об эксплуатации автобусов в Познани, было принято решение построить завод в Болехове.
В 1996—2000 годах компания Neoplan Polska производила автобусы среднего класса серии Neoplan 4000. В 1999 году автобусы Neoplan в Польше начали мелкосерийно производиться под маркой Solaris. Всего было выпущено 3 экземпляра, переданных Свиднице.
В 2001 году заводы Neoplan и MAN Nutzfahrzeuge AG (ныне Truck & Bus) в Германии слились, тогда как завод Neoplan Polska был переименован в Solaris Bus & Coach.

### Solaris Urbino 9
С 2000 года семейство Solaris Urbino пополнилось автобусами среднего класса Solaris Urbino 9. Всего был произведён 21 экземпляр для городов с низким пассажиропотоком. Большинство было приобретено компанией Ostrołęka, которая составляет большую часть местного автобусного парка общественного транспорта MZK в городе.
Третьей двери у автобуса не было, из-за чего многие претерпевали неудобства входа и выхода. Ещё цены на этот автобус вырастали так, что предприниматели недовольны. В связи с этим, производство автобусов Solaris Urbino 9 было заморожено в пользу автобусов Solaris Urbino 10. 
Параллельно с этим, в 2006 году было запущено производство семейства Solaris Alpino.